# Espace Giono
Ne doit pas être confondu avec Maison natale de Jean Giono.
L'Espace Giono est un musée  situé à Lalley dans le sud du département de l'Isère et la région Auvergne-Rhône-Alpes.

## Localisation et accès
L'espace Giono est situé dans une ancienne auberge du petit village Lalley, lequel se positionne au pied du col de la Croix-Haute, dans la micro région du Trièves.
La commune est accessible par l'ancienne route nationale 75 devenue route départementale 1075, à la suite d'un déclassement et l'autoroute A51 dénommée officiellement « autoroute du Trièves ».
La visite du musée est payante, mais gratuite pour les personnes âgées de moins de douze ans.

## Histoire
Jean Giono (1895-1970) a effectué plusieurs séjours dans le village. Lalley et le Trièves lui ont inspiré le cadre où se déroule l'action de son roman Un roi sans divertissement. Ce rapport intime entre l'écrivain et le village a entraîné la création de ce petit musée qui lui est dédié.
Cet espace a été créé en juillet 2001 par la Municipalité de Lalley.

## Description
L’Espace Giono se situe dans le lieu même où Jean Giono résidait lors de ses passages dans le petit village de Lalley. Il s'agit essentiellement d'une petite auberge, transformé en espace associant un petit musée, une bibliothèque et une galerie.
Il s'agit donc d'un lieu de mémoire évoquant les rapports entre cet écrivain français et la région du Trièves.

## Expositions

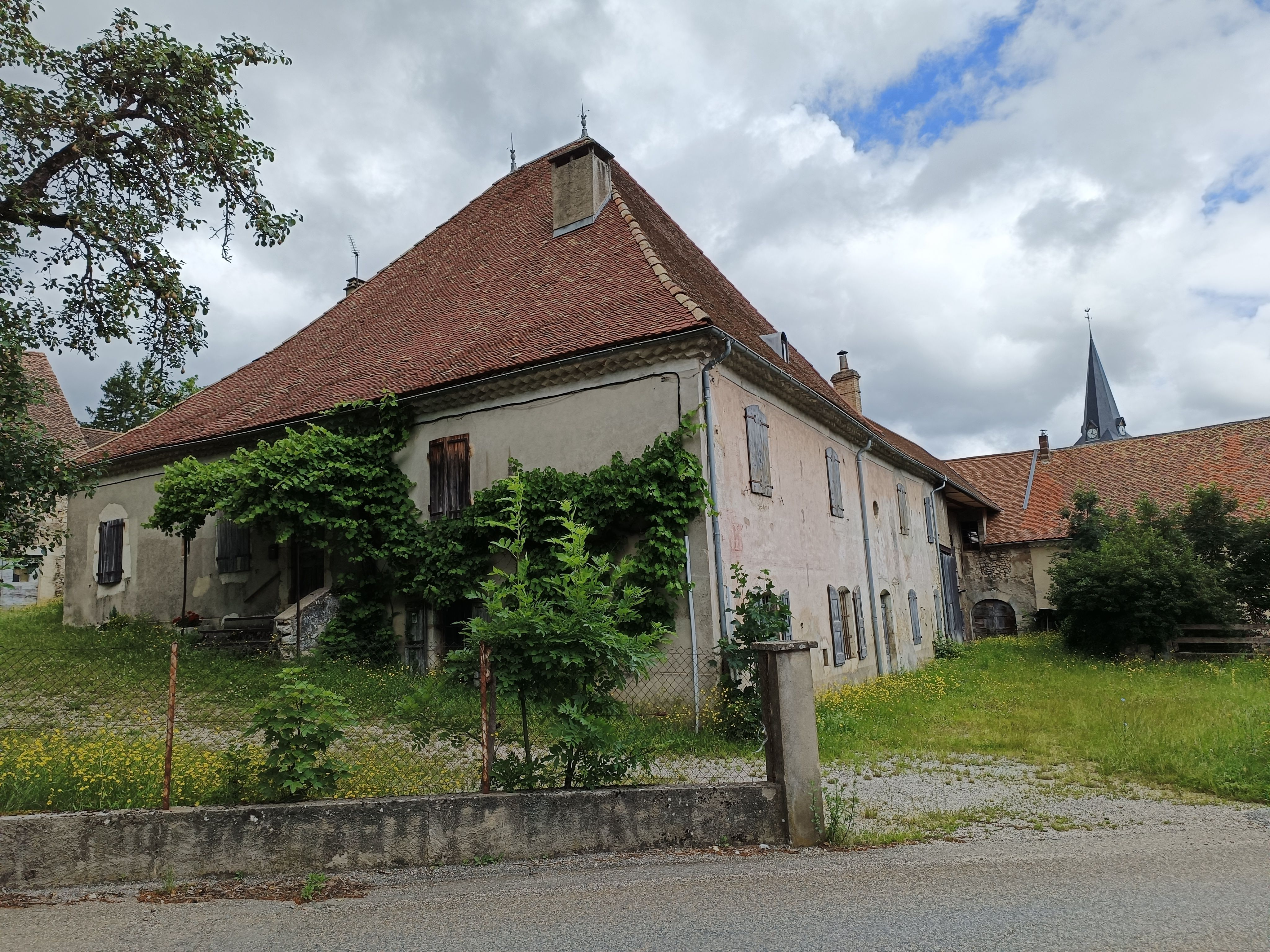
La maison Bernard, 1ère étape du sentier-découverte Édith Berger-Jean Giono

L'espace Giono présente une exposition permanente des œuvres d'Édith Berger, amie de Giono et peintre de Lalley. Cette exposition est complétée par un sentier-découverte Édith Berger - Jean Giono, qui démarre près de l'espace Giono et s'étend sur 4.5 km à Lalley et dans les environs immédiats. Il comprend huit panneaux présentant en parallèle des tableaux de la peintre sur Lalley et des textes de Giono sur ces lieux. Le parcours fait découvrir la maison Bernard, la montée de Prusère, la chapelle Notre-Dame-du-Bon-Secours, la place Édith-Berger, Colette au pavillon, la vue du Serre de Lalley, la rue des Adrets et les foins à Lalley et enfin les ramasseurs de pommes de terre. Ce sentier-découverte, dont on peut télécharger le plan et le tracé, a été conçu par "la commune de Lalley, des bénévoles de l’espace Giono, et des services de la communauté de communes du Trièves, avec l’aide de l’Europe, de la région Aura et du département de l’Isère".
Aux expositions permanentes liées à Giono, l'espace présente des expositions temporaires d’artistes du Trièves: peintres, photographes, sculpteurs, etc.